# Condado de Cass (Misuri)
El condado de Cass (en inglés, Cass County) es un condado del estado de Misuri, Estados Unidos. Tiene una población estimada, a mediados de 2021, de 109 638 habitantes.
Forma parte del área metropolitana de Kansas City.
La sede del condado es Harrisonville.
El condado fue fundado en 1835 bajo el nombre de condado de Van Buren. En 1849 se cambió el nombre por el actual en honor a Lewis Cass, un senador de Míchigan que luego fue candidato a la presidencia

## Geografía
Según la Oficina del Censo, el condado tiene un área total de 1819 km², de la cual 1804 km² son tierra y 15 km² son agua.

### Condados adyacentes
- Condado de Jackson (norte)
- Condado de Johnson (este)
- Condado de Henry (sureste)
- Condado de Bates (sur)
- Condado de Miami, Kansas (oeste)
- Condado de Johnson, Kansas (noroeste)

## Autopistas importantes
- Interestatal 49
- U.S. Route 71
- Ruta Estatal de Misuri 2
- Ruta Estatal de Misuri 7
- Ruta Estatal de Misuri 58
- Ruta Estatal de Misuri 291

## Demografía

### Censo de 2020
Según el censo de 2020, en ese momento había 107 824 habitantes, 40 907 hogares y 24 006 familias en el condado. La densidad de población era de 60 hab/km². Había 43 445 viviendas, lo que representaba una densidad de 24/km². El 84.48% de los habitantes eran blancos, el 4.65% eran afroamericanos, el 0.53% eran amerindios, el 0.79% eran asiáticos, el 0.10% eran isleños del Pacífico, el 1.77% eran de otras razas y el 7.67% eran de una mezcla de razas. Del total de la población, el 5.18% eran hispanos o latinos de cualquier raza.

### Censo de 2000
Según el censo de 2000, en ese momento había 82.092 personas, 30.168 hogares y 22.988 familias en el condado. La densidad poblacional era de 117 personas por milla cuadrada (45/km²). Había 31.677 unidades habitacionales, lo que representaba una densidad de 45 por milla cuadrada (18/km²). La demografía del condado era: 95,62% blancos, 1,42% afroamericanos, 0,58% amerindios, 0,48% asiáticos, 0,04% isleños del Pacífico, 0,50% de otras razas y 1,35% de dos o más razas. El 2,21% de la población era de origen hispano o latino de cualquier raza. 
Los ingresos promedio de los hogares del condado eran de $49.562 y los ingresos promedio de las familia eran de $55.258. Los hombres tenían ingresos medios por $39.001 frente a los $26.174 que percibían las mujeres. Los ingresos per cápita para el condado eran de $21.073. Alrededor del 5,80% de la población estaba bajo el umbral de pobreza nacional.

## Ciudades y pueblos
| - Archie - Baldwin Park - Belton - Cleveland | - Creighton - East Lynne - Freeman - Garden City | - Gunn City - Harrisonville - Kansas City - Lake Annette | - Lake Winnebago - Lee's Summit - Loch Lloyd - Peculiar | - Pleasant Hill - Raymore - Strasburg - West Line - Riverview Estates |

### Municipios
| - Municipio de Austin - Municipio de Big Creek - Municipio de Camp Branch - Municipio de Coldwater - Municipio de Dayton - Municipio de Dolan - Municipio de Everett - Municipio de Grand River - Municipio de Index | - Municipio de Mount Pleasant - Municipio de Peculiar - Municipio de Pleasant Hill - Municipio de Polk - Municipio de Raymore - Municipio de Sherman - Municipio de Union - Municipio de West Dolan - Municipio de West Peculiar |